# Luc Meyer

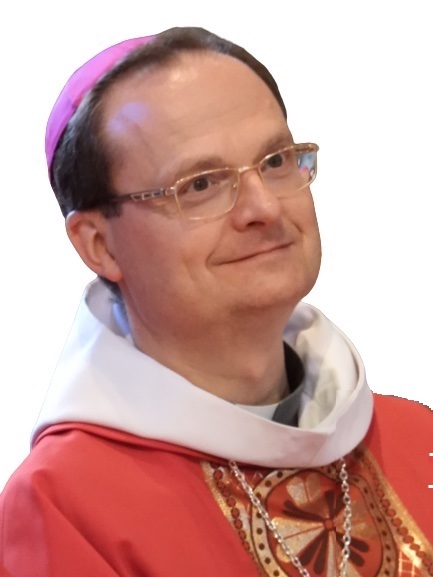
Luc Meyer, 2022

Wappen von Luc Meyer

Luc René Michel Meyer (* 13. September 1968 in La Ferté-Macé) ist ein französischer römisch-katholischer Geistlicher und Bischof von Rodez.

## Leben
Luc Meyer studierte zunächst klassische Literatur an der Université Catholique de l’Ouest in Angers (1986–1990) und Geschichte des Christentums an der Universität Paris IV-Sorbonne (1990–1992). Anschließend war er in Rennes, Le Mans, Angers und Tours als Lehrer tätig. Er trat 1994 in das mit dem Institut Catholique de Paris verbundene Séminaire des Carmes ein und studierte Philosophie und Theologie. Zudem besuchte er Kurse am Heythrop College, University of London (1999–2000). Im Jahr 2000 erwarb er hier das Lizenziat in Dogmatik. Am 7. Mai desselben Jahres empfing er durch Bischof Armand Maillard in der Kathedrale von Laval das Sakrament der Priesterweihe für das Bistum Laval.
Mit weiteren Studien am Institut Catholique de Paris erwarb er 2006 ein Diplôme d’études supérieures spécialisées in Theologie. Von 2000 bis 2004 war er Diözesandirektor für die katholische Bildung und zudem für die Schulseelsorge zuständig. Von 2004 bis 2010 lehrte er als Dogmatikprofessor am Priesterseminar Saint-Jean in Nantes, an dem er ab 2006 auch dem Ausbilderteam angehörte. Neben der Lehrtätigkeit arbeitete er von 2000 bis 2007 an der Kathedrale von Laval und anschließend bis 2010 in der Gemeinde Saint-Pierre–Saint-Vénérand in der Pfarrseelsorge mit. Von 2010 bis 2016 war er Regens des Seminars Saint-Jean in Nantes. Ab 2016 war er Generalvikar des Bistums Laval und von 2018 bis 2021 zudem Sekretär der Diözesansynode.
Papst Franziskus ernannte ihn am 7. Juli 2022 zum Bischof von Rodez. Die Bischofsweihe spendete ihm der Erzbischof von Toulouse, Guy de Kerimel, am 17. September desselben Jahres in der Kathedrale von Rodez. Mitkonsekratoren waren der Bischof von Laval, Thierry Scherrer, und der Erzbischof von Avignon, François Fonlupt. Als Wahlspruch wählte er „Induite Dominum Jesum Christum“ (deutsch Zieht den Herrn Jesus Christus an, (Röm 13,14 )).